# Guatteria spectabilis
Guatteria spectabilis Diels – gatunek rośliny z rodziny flaszowcowatych (Annonaceae Juss.). Występuje naturalnie w Ekwadorze oraz Peru. 

## Morfologia
PokrójZimozielone drzewo dorastające do 25 m wysokości. Gałęzie są owłosione.
LiścieMają eliptyczny kształt. Mierzą 18–25 cm długości oraz 6–10 szerokości. Są skórzaste. Nasada liścia zbiega po ogonku. Liść na brzegu jest całobrzegi. Wierzchołek jest spiczasty. Ogonek liściowy jest owłosiony i dorasta do 8–10 mm długości.
KwiatySą pojedyncze lub zebrane w parach. Rozwijają się w kątach pędów. Działki kielicha mają owalny kształt i dorastają do 8–12 mm długości. Płatki mają podłużnie odwrotnie owalny kształt. Osiągają do 35 mm długości.